# L'Altra Rússia

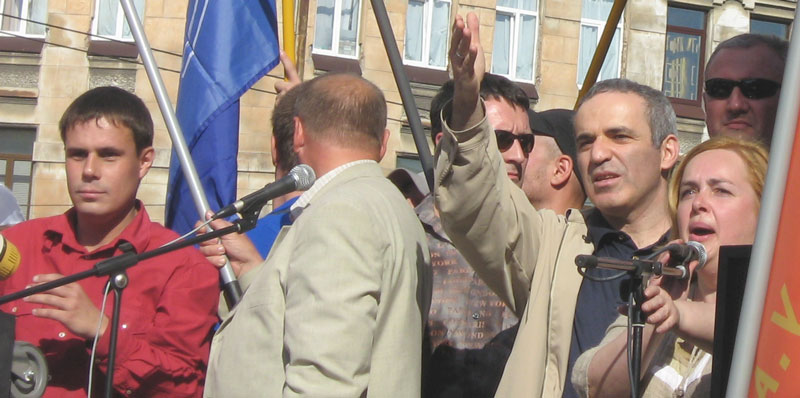
Marxa dels líders de l'Altra Rússia. D'esquerra a dreta, Andrei Dmítriev, Serguei Guliàiev, Garri Kaspàrov, Olga Kurnóssova.

L'Altra Rússia (en rus: Друга́я Росси́я, Drugaia Rossia), també traduït com a Una Altra Rússia, va ser una coalició electoral que va unir opositors al President de Rússia Vladímir Putin, coneguda com a organitzadora de les Marxes del desacord. La coalició va reunir representants d'una gran varietat de moviments polítics i de drets humans, liberals, nacionalistes, socialistes i comunistes minoritaris, així com ciutadans individuals.
En aquest sentit, van participar des de l'excampió mundial d'escacs i líder del Front Civil Unit, Garri Kaspàrov, al Partit Nacional Bolxevic, l'Oborona, el Partit Republicà de la Federació Russa, l'Avantguarda de la Joventut Roja o Rússia Laborista.
Els dies 11 i 12 de juliol de 2006 (durant la cimera del G8) a Moscou, es va celebrar la Conferència de tots els russos "L'altra Rússia", que va establir les bases d'una associació pública. En les següents setmanes, van preparar un programa polític unitari i al desembre van convocar la primera Marxa del desacord, replicada a principis de 2007.
A mitjans d'any es va establir, malgrat les primeres desavinences, un pla per a presentar-se a les eleccions tant a la Duma Estatal com a la Presidència, i al setembre van aprovar els candidats, assignant a Kasparov com a presidenciable. A l'octubre però, la Comissió Electoral Central va denegar el registre de la llista parlamentaria, ja que només els partits polítics registrats poden proposar candidats a diputats. La coalició va respondre amb recollides de signatures i la petició de vot nul per a les eleccions.
Després d'aquest fracàs, i fruit de les divisions internes, molts dels seus membres van abandonar la coalició progressivament. La darrera Marxa dels Dissidents va tenir lloc l'any 2008, i des de 2010 (en que la coalició va desaparèixer) el nom de l'Altra Rússia ha estat utilitzat per Limonov pel seu propi partit, que al seu torn va acusar Kasparov d'ensorrar el projecte.